# نيوبورت دوليج

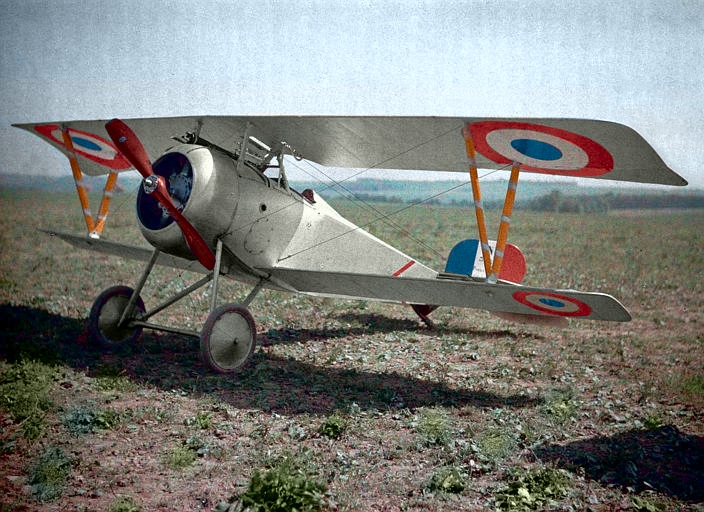
صورة أصلية ملونة، للمقاتلة C.1 Nieuport 17 من الحرب العالمية الأولى

نيوبورت (بالإنجليزية: Nieuport)‏، وفي وقت لاحق نيوبورت دوليج (بالإنجليزية: Nieuport-Delage)‏، هي شركة فرنسية، كانت قبل الحرب العالمية الأولى تصنع طائرات السباق، ثم بدأت في إنتاج الطائرات المقاتلة خلال الحرب العالمية الأولى وبين الحربين.

## معرض صور

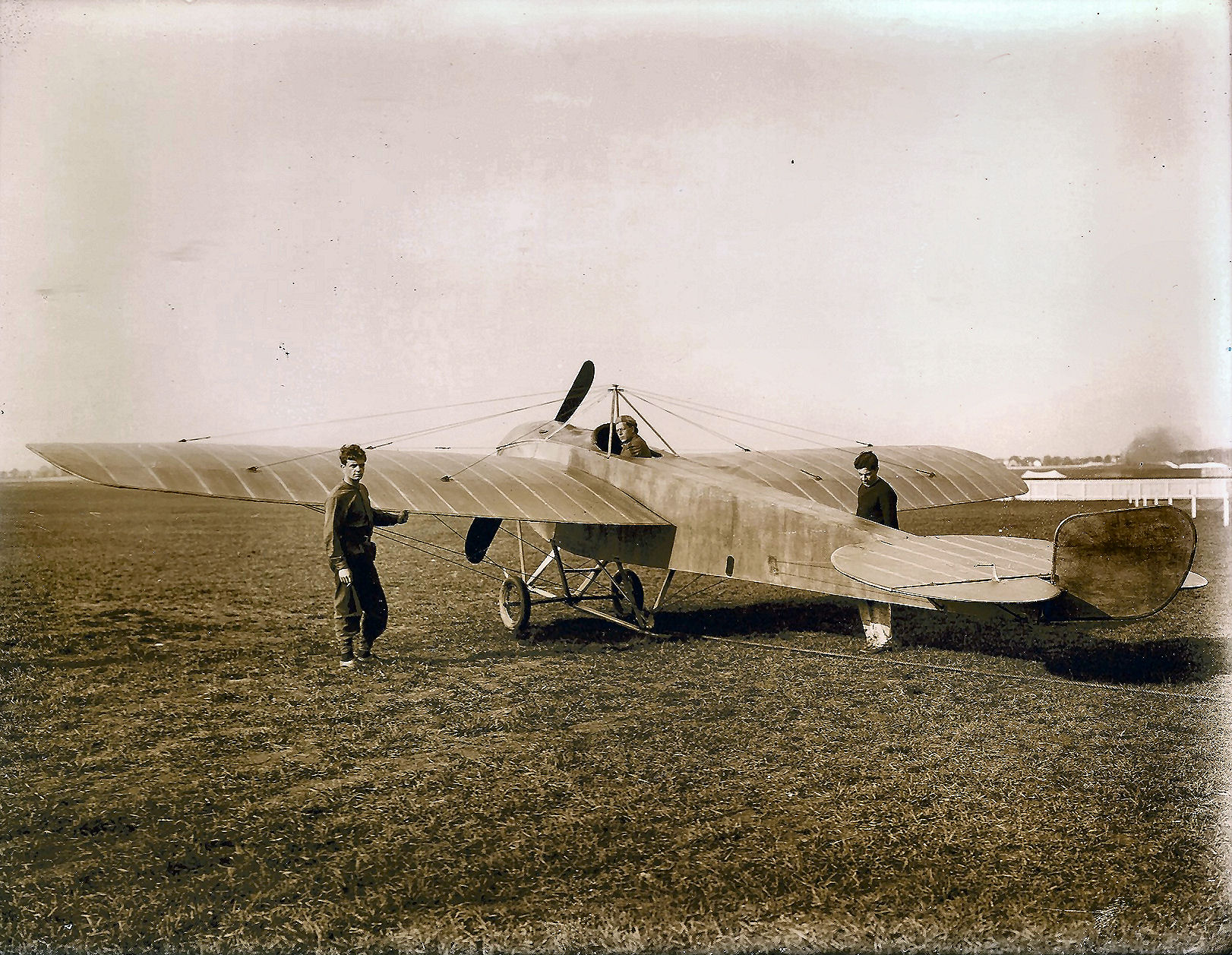
Nieuport IV.G
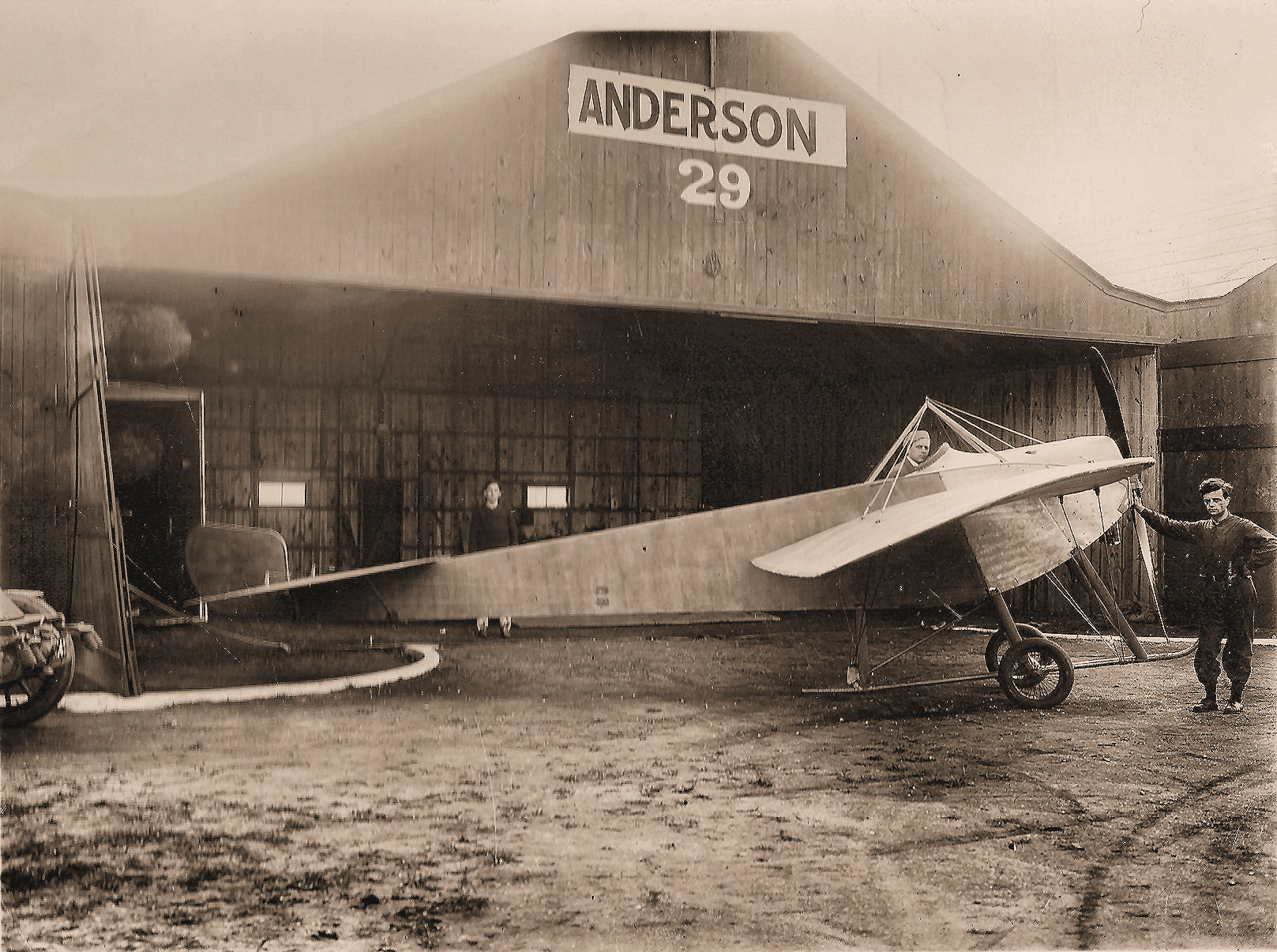
Nieuport IV.G
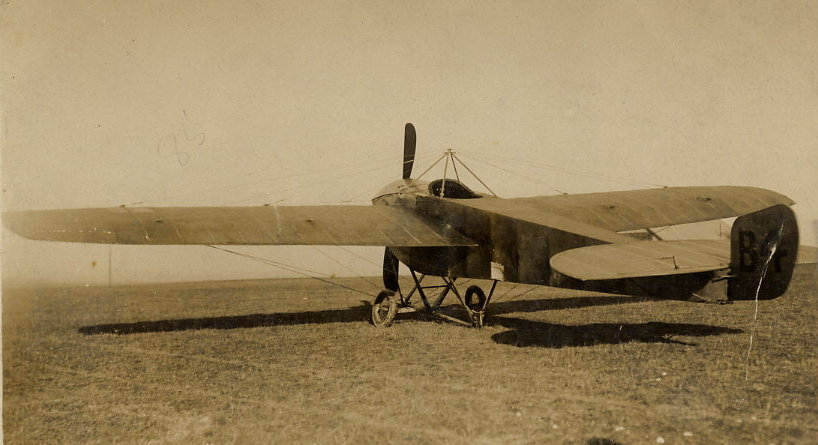
Nieuport IV.G
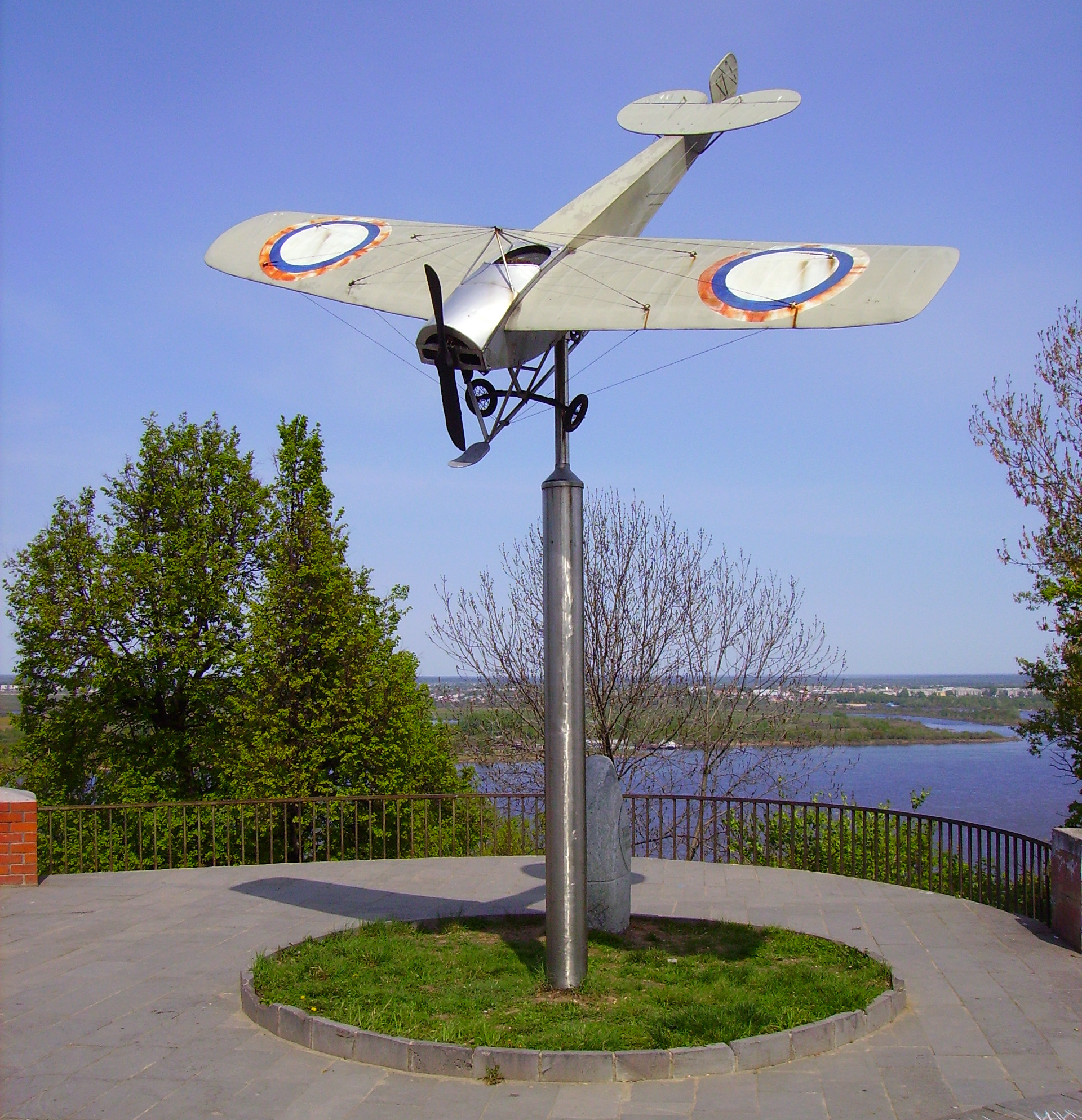
Monument to Nesterov's Nieuport plane in نيجني نوفغورود
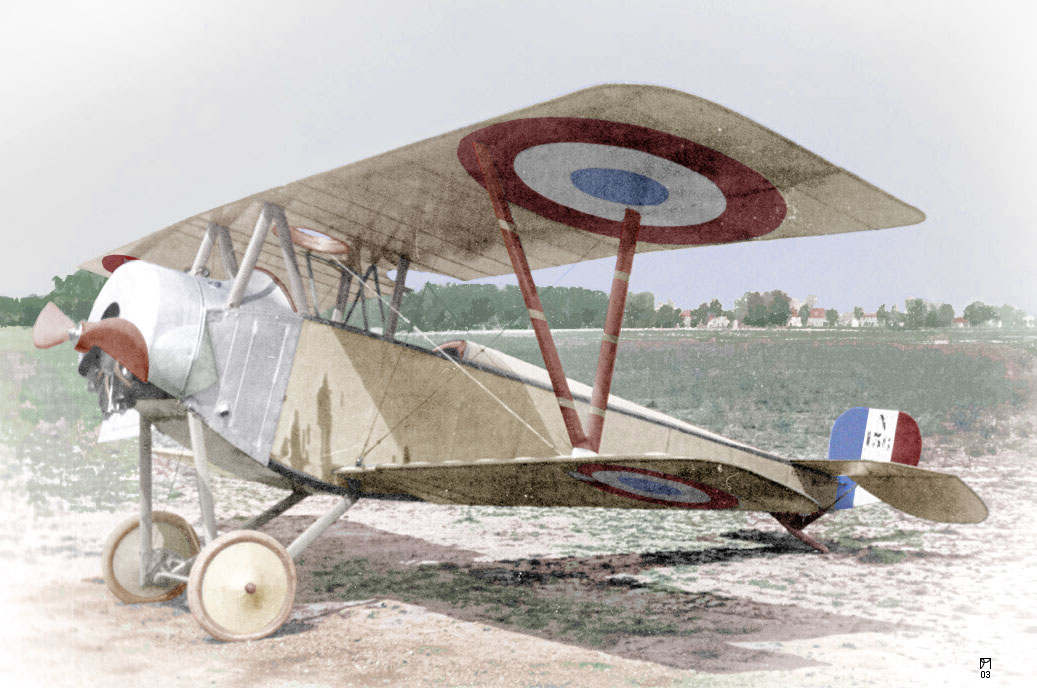
Nieuport 10 C.1
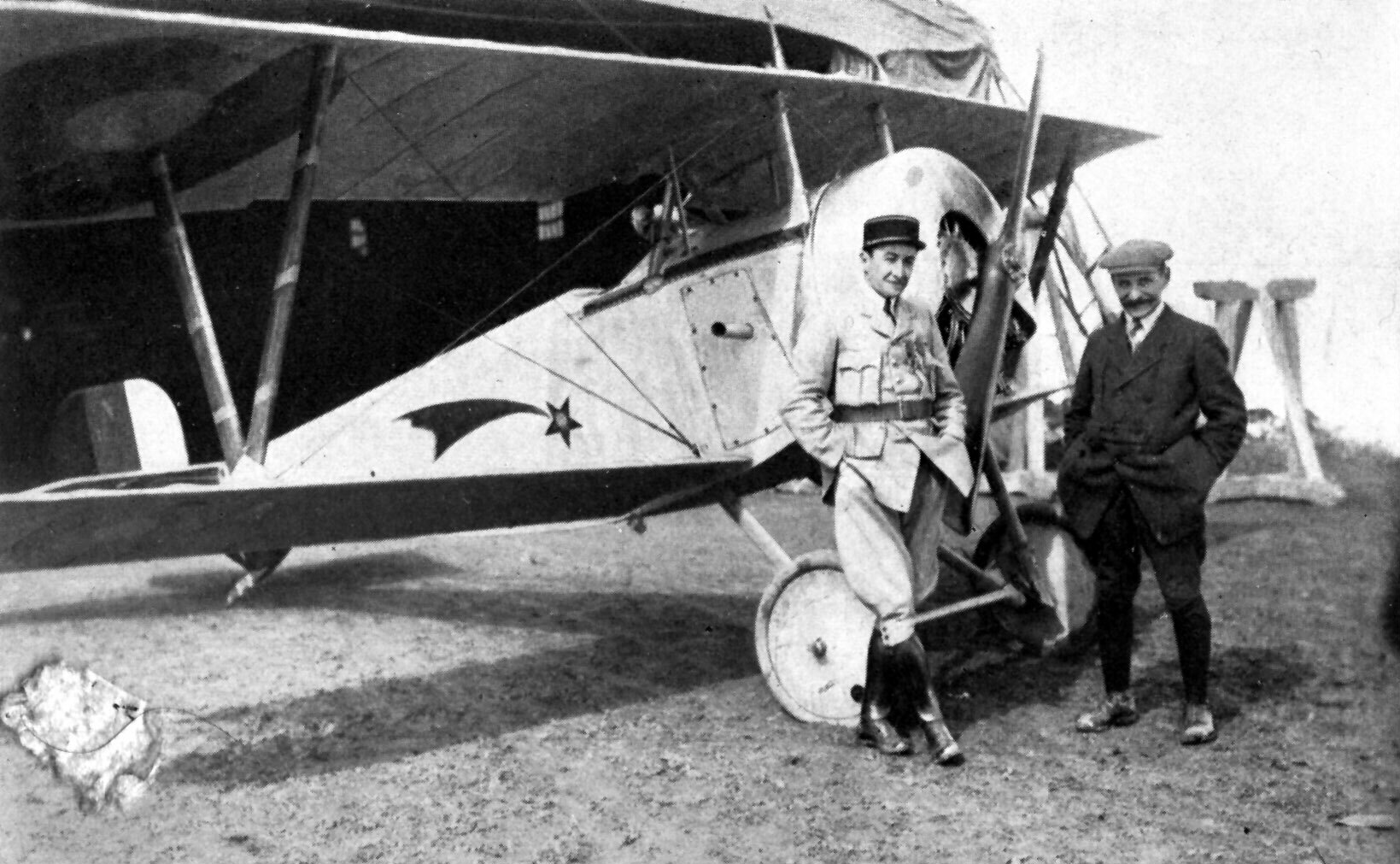
Nieuport 11 C.1
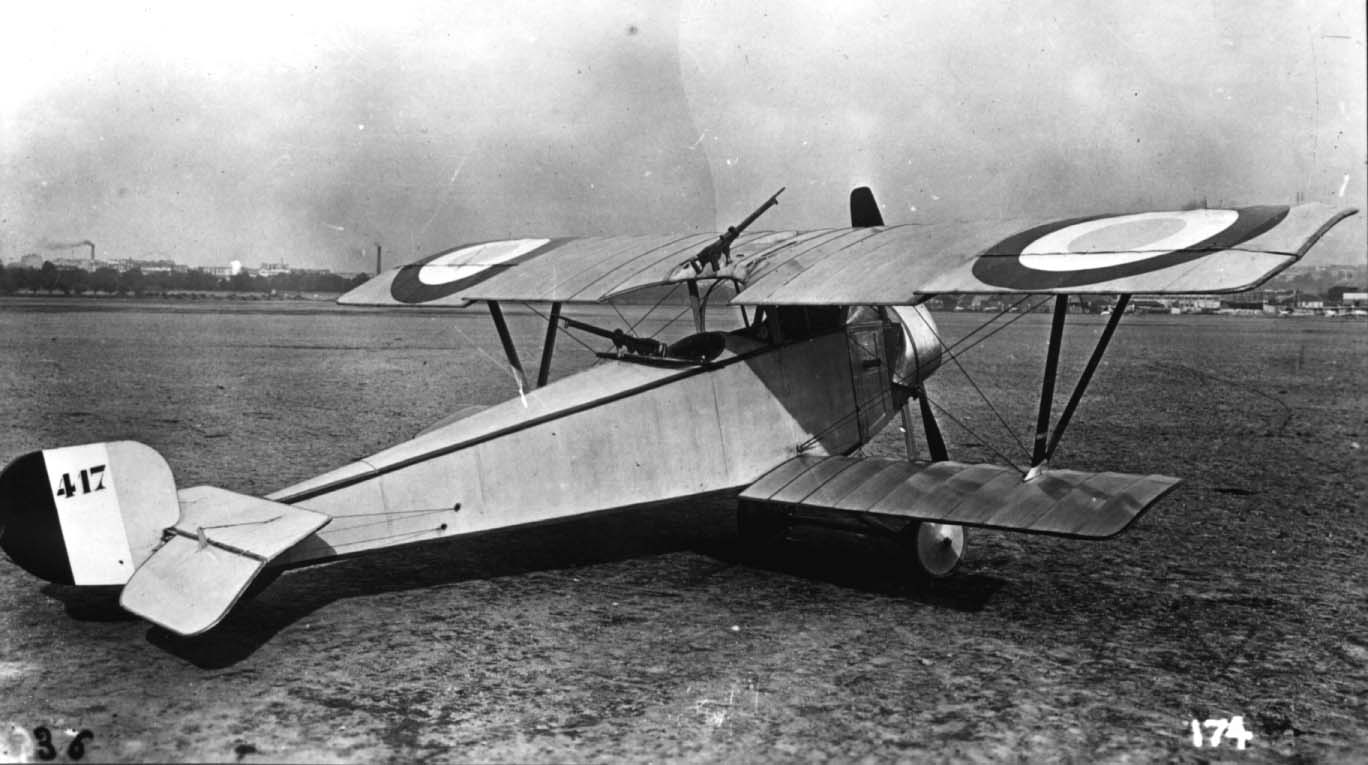
Nieuport 12 A.2 Prototype
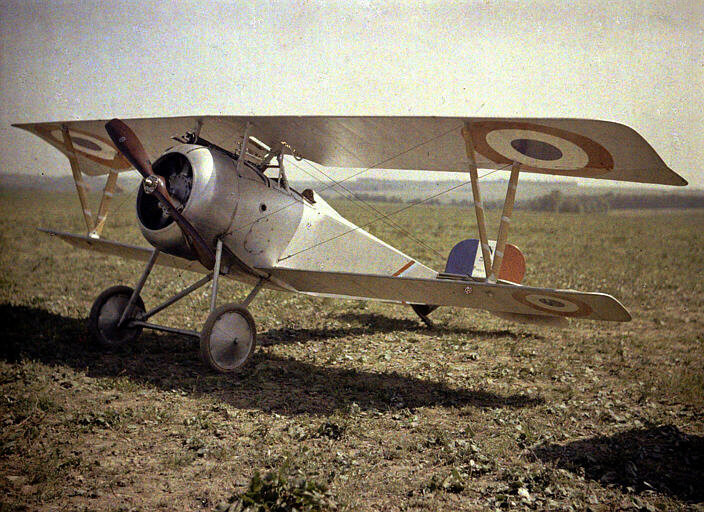
Nieuport 17 C.1
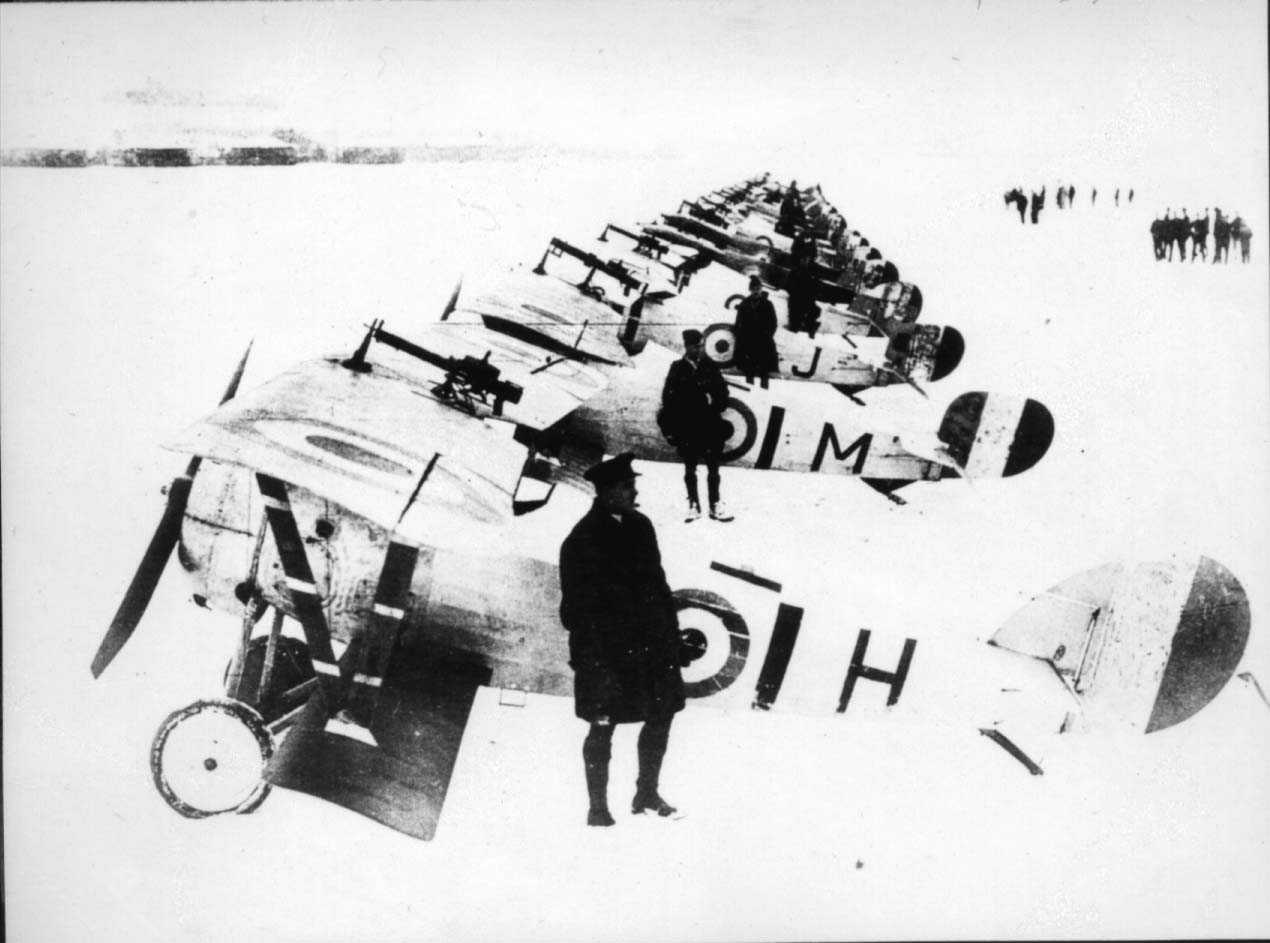
Nieuport 27 C.1 with Nieuport 24bis C.1 behind
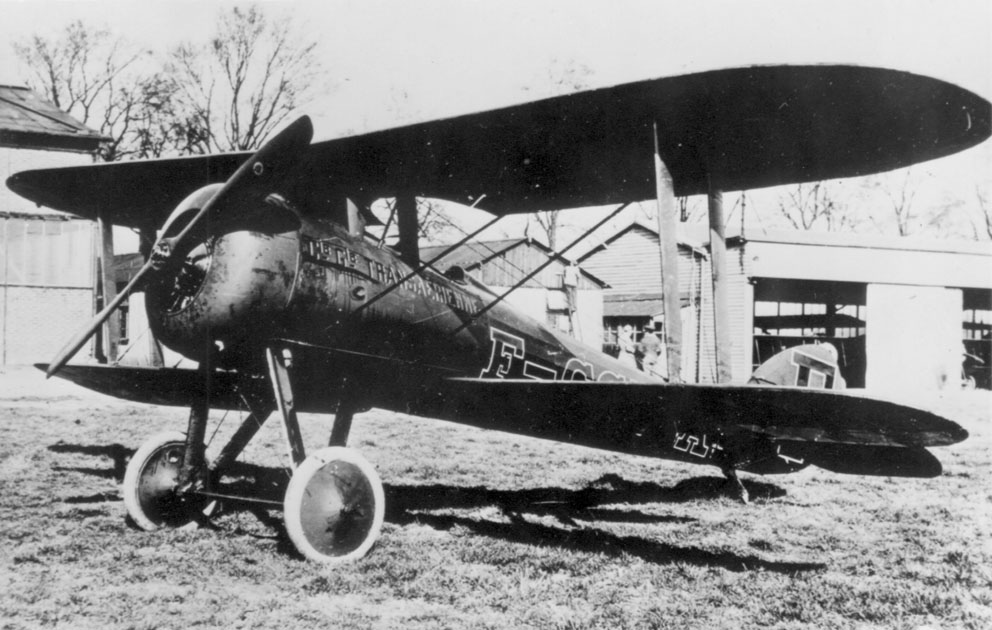
Nieuport 28 C.1
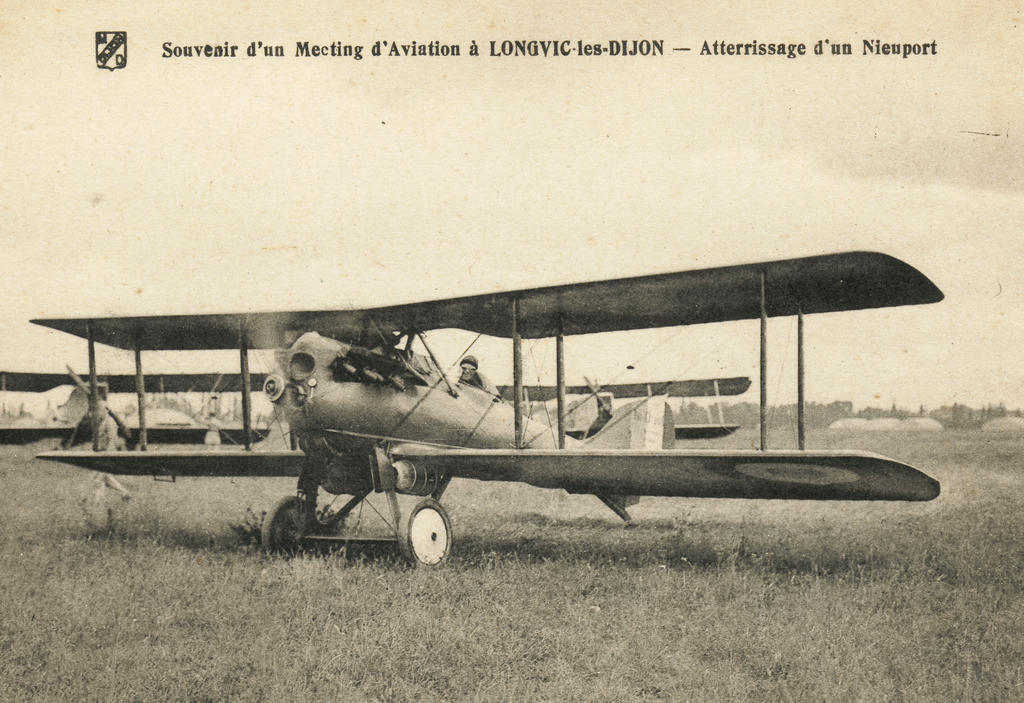
Nieuport-Delage 29 C.1
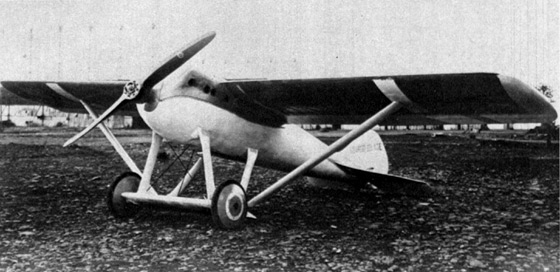
Nieuport Sesquiplan